# Nyssopsora thirumalacharii
Nyssopsora thirumalacharii är en svampart som beskrevs av R.N. Goswami & Ngachan 1985. Nyssopsora thirumalacharii ingår i släktet Nyssopsora och familjen Raveneliaceae.   Inga underarter finns listade i Catalogue of Life.